# Pátek (rybník)
Rybník Pátek je velký rybník o rozloze vodní plochy 6,95 ha nalézající se na západním okraji obce Buda v okrese Mladá Boleslav. Po hrázi rybníka prochází silnice II. třídy č. 276 spojující městečko Bakov nad Jizerou s městečkem Kněžmost. 
Rybník je nyní využíván pro chov ryb. 

## Galerie

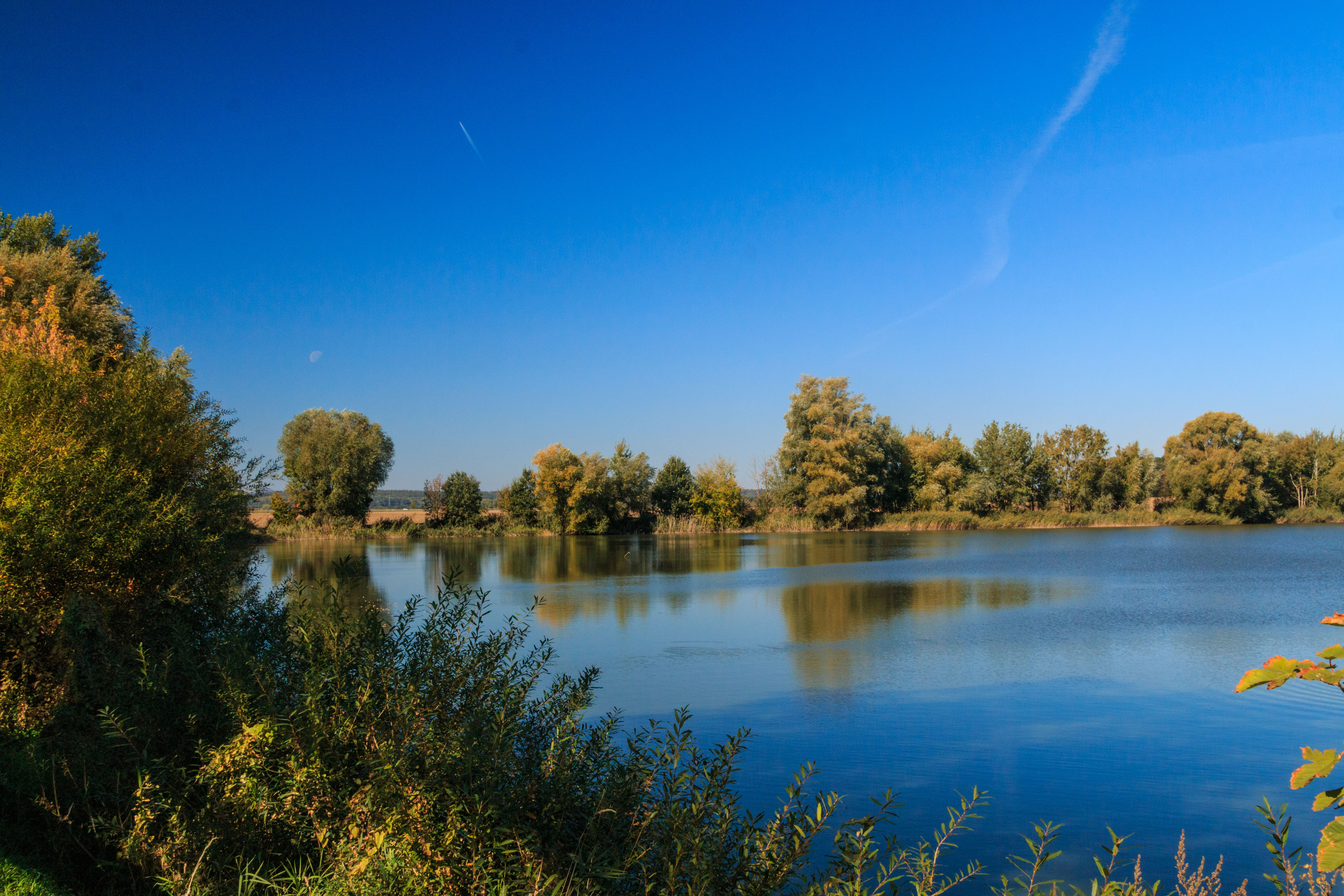
pohled na rybník Pátek v Budě u Bakova
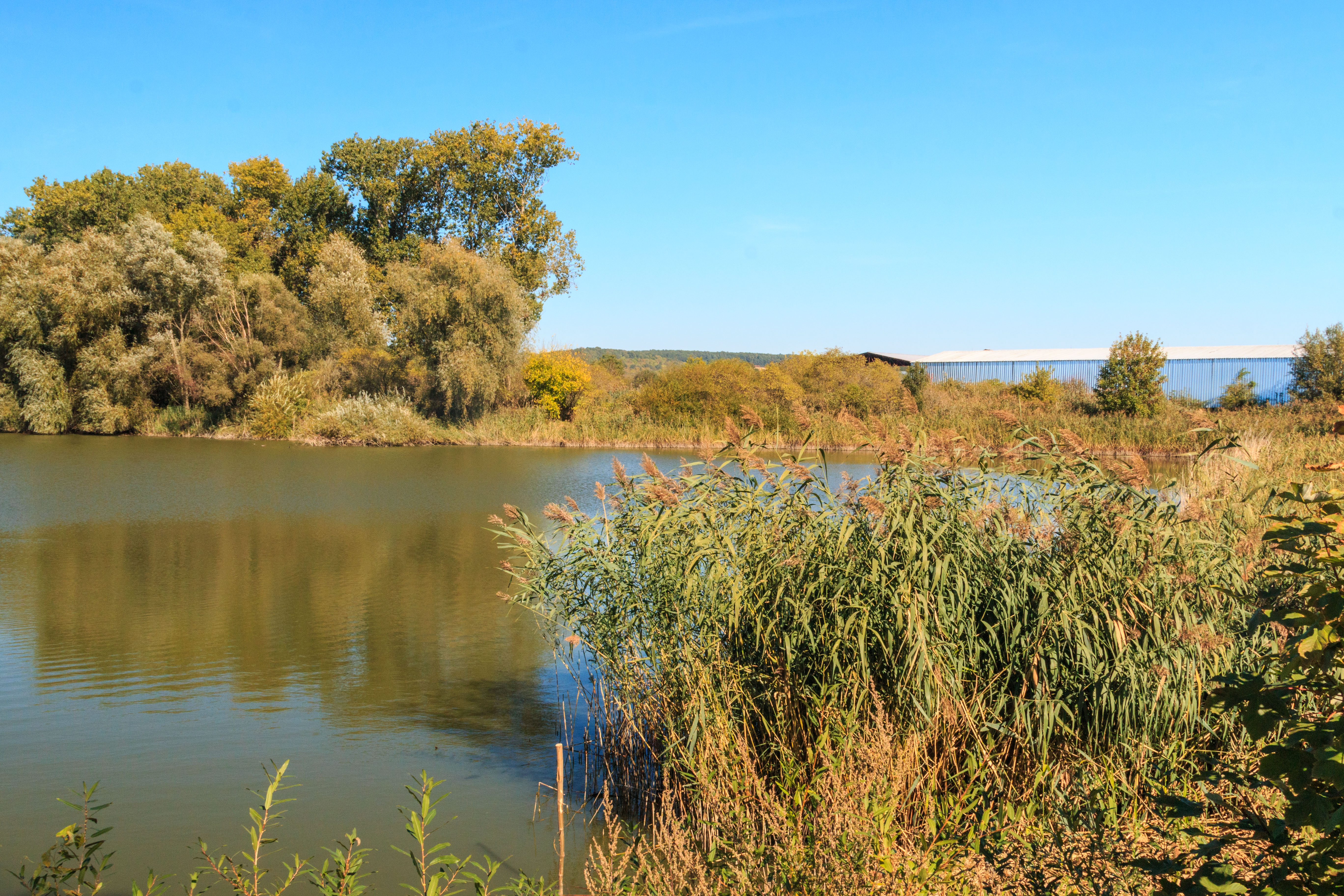
pohled na rybník Pátek v Budě u Bakova
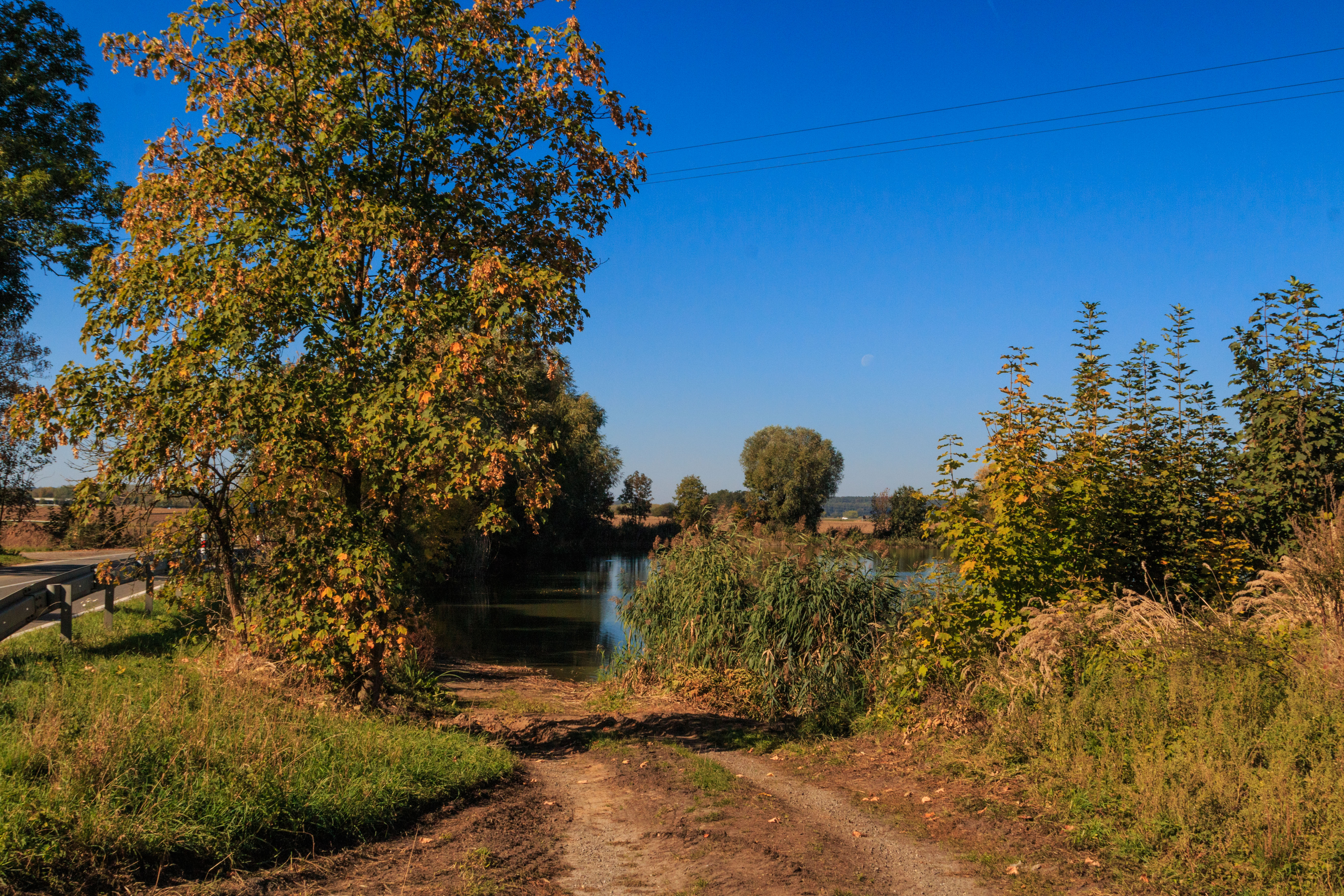
pohled na rybník Pátek v Budě u Bakova
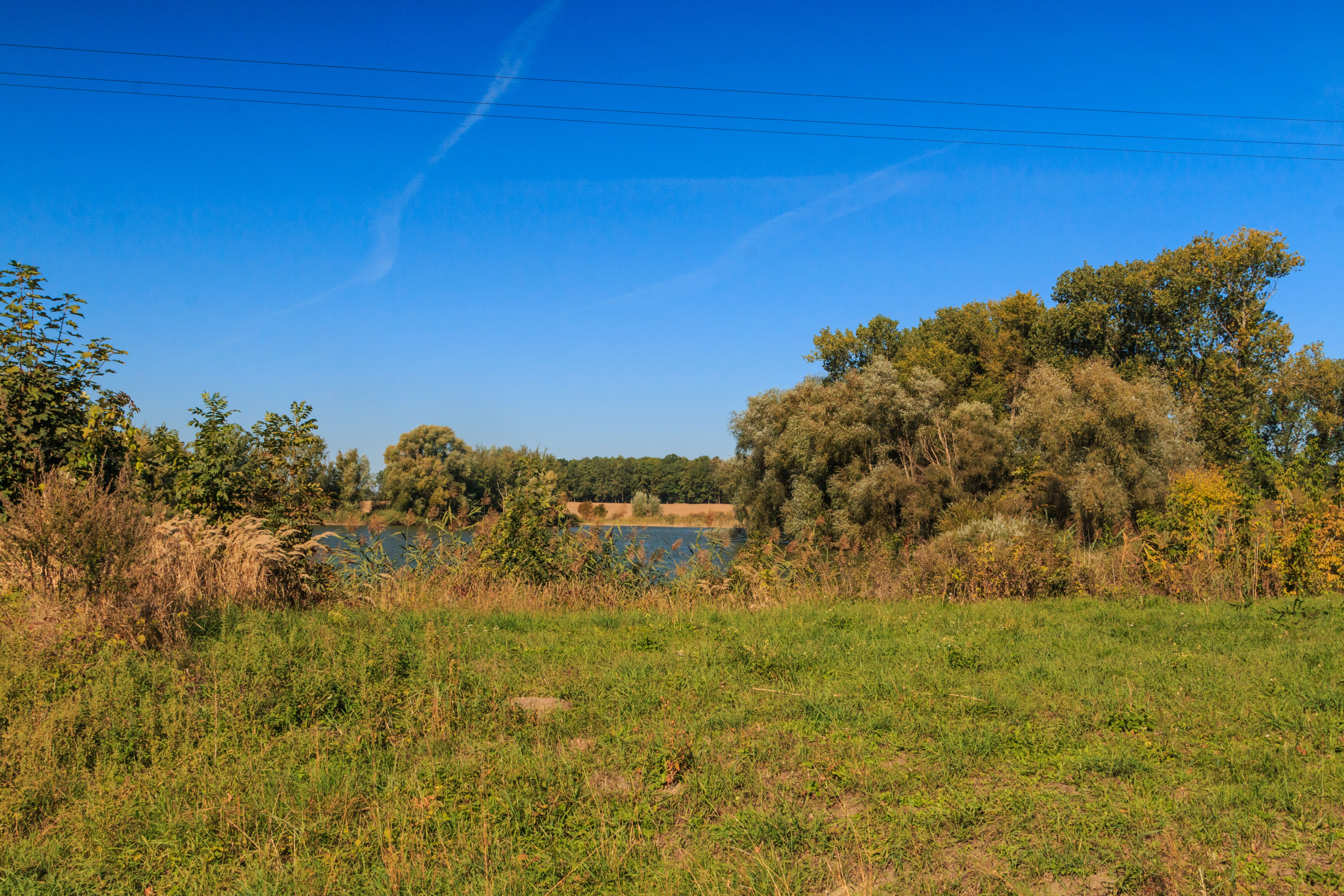
pohled na rybník Pátek v Budě u Bakova